# Miotylopus
Miotylopus — вимерлий рід родини Camelidae. Рід містить такі види: Miotylopus gibbi, Miotylopus leonardi, Miotylopus taylori. Скам'янілості виявлено в США (Небраска, Вайомінг, Каліфорнія) — всього 12 колекцій.